# سكورشيد (فلم)
هو فيلم أمريكي كوميديا صدر في 2002 مستقل

## القصة
ريك بيكر «جوشا ليونارد» يعمل مديرًا لفرع إحدى البنوك بـ«كاليفورنيا»، يهجر صديقته وزميلته في العمل شايلا مباشرة، بعد إنهائه لدراساته التي ساعدته فيها شايلا ماديا. انتقامًا منه، تقرر شايلا أن تخطط لسرقة البنك لتزيد العبء عليه، وخاصة أن علاقته مع صاحب البنك في الفترة الأخير كانت متوترة؛ بسبب تعرض ماكينة الصراف الآلي للسرقة أكثر من مرة، ما جعل صاحب البنك يهدد «ريك» بالفصل إذا ما تعرض البنك لأية سرقة أخرى. إلا أن شايلا لم تكن الوحيدة التي تخطط لسرقة البنك في الوقت نفسه، فهناك ستو وجاسون اللذان يعملان كأمناء صندوق بالبنك، كل منهما يسعى لسرقة البنك لأهداف مختلفة، فستو يفتقد التشويق والإثارة في حياته، فيتمنى أن يحصل على 250 ألف دولار؛ ليذهب بهم مباشرة إلى لاس فيجاس؛ ليقامر عليهم دفعة واحدة. أما جاسون فرغباته قد تكون ذات قيمة مقارنة بستو، فهو محب للطبيعة بطبعه، ويتمنى الانتقام من المليونير الذي يعيش في البلدة، ويقوم باصطياد البط ببنادقه، فكيف سينفذ كل منهم خطته

## وصلات خارجية
- سكورشيد على موقع IMDb (الإنجليزية)
- سكورشيد على موقع روتن توميتوز (الإنجليزية)
- سكورشيد على موقع نتفليكس (الإنجليزية)
- سكورشيد على موقع قاعدة بيانات الأفلام العربية
- سكورشيد على موقع ألو سيني (الفرنسية)
- سكورشيد على موقع Turner Classic Movies (الإنجليزية)
- سكورشيد على موقع أول موفي (الإنجليزية)
- سكورشيد على موقع بوكس أوفيس موجو (الإنجليزية)
- سكورشيد على موقع فيلمافينيتي (الإسبانية)
- سكورشيد على موقع قاعدة بيانات الفيلم (الإنجليزية)

1. ↑  وصلة مرجع: http://www.kinokalender.com/film4085_abgezockt.html. الوصول: 6 يناير 2018.
2. ↑  وصلة مرجع: http://www.imdb.com/title/tt0286947/. الوصول: 21 مايو 2016.
3. 1 2 3 4 5 6 7 8  وصلة مرجع: http://www.imdb.com/title/tt0286947/fullcredits. الوصول: 21 مايو 2016.